# Terrance Owens
Terrance Owens (né à Cleveland) est un joueur américain de football américain. Il joue actuellement avec les Rockets de Toledo, équipe de l'université de Toledo.

## Carrière

### Université
Owens intègre l'université de Toledo et entre immédiatement dans l'équipe des Rockets. En 2010, il réussit 59,5 % de ses passes et envoie treize passes pour touchdown et six interceptions. Il commence la saison contre l'université de New Hampshire où il ne fait que très peu de passe mais envoie deux passes pour touchdown. Lors du match suivant, Toledo doit s'incliner 27-22 contre Ohio State mais là non plus Owens ne joue que très peu.